# Keskimmäinen Olkkijärvi
Keskimmäinen Olkkijärvi, Alimmainen Olkkijärvi och Ylimmäinen Olkkijärvi eller Olkijävrik är sjöar i Finland. De ligger i kommunen Enare i landskapet Lappland, i den norra delen av landet, 1 000 km norr om huvudstaden Helsingfors. Olkijävrik ligger 280,5 meter över havet. Omgivningarna runt Keskimmäinen Olkkijärvi är i huvudsak ett öppet busklandskap. Arean är 24,2 hektar och strandlinjen är 3,29 kilometer lång. Sjön  ingår i Pasvik älvs huvudavrinningsområde. 